# Odontonema rubrum
Odontonema rubrum là một loài thực vật có hoa trong họ Ô rô. Loài này được (Vahl) Kuntze mô tả khoa học đầu tiên năm 1891.